# Capucines à La Danse I
Capucines à La Danse I – ou Capucines, avec Danse I – est un tableau réalisé par le peintre français Henri Matisse en 1912. Cette huile sur toile représente l'intérieur de son atelier à Issy-les-Moulineaux, alors qu'un vase de capucines est posé devant la moitié gauche de sa peinture La Danse I, exécutée en 1909 et aujourd'hui au Museum of Modern Art, à New York, aux États-Unis. Exposée dans ce pays en 1913 à l'occasion de l'Armory Show, l'œuvre est elle-même conservée au Metropolitan Museum of Art, léguée par le poète Scofield Thayer en 1982.

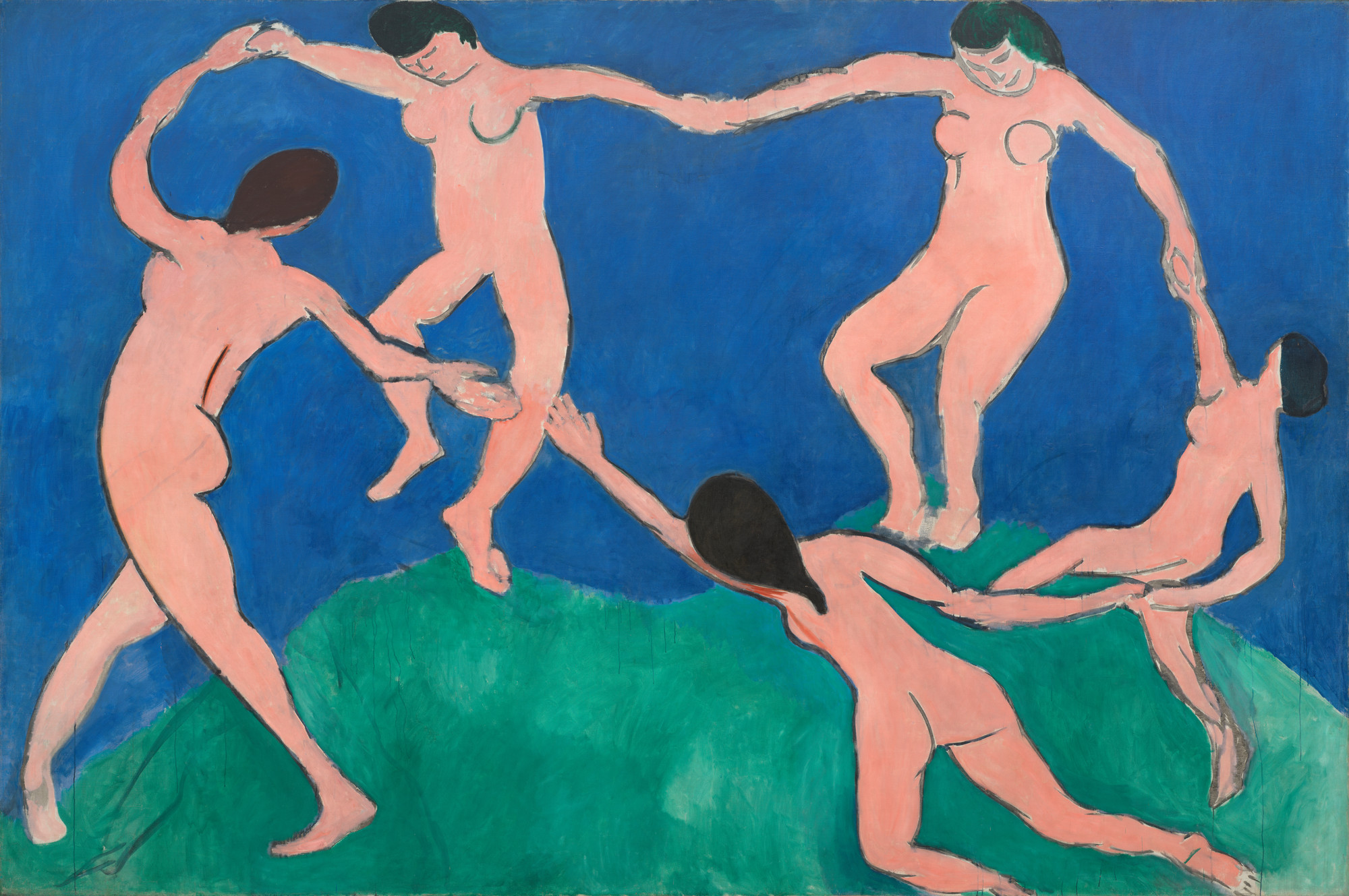
La Danse I, 1909 – Museum of Modern Art, New York.